# Ludwik Markiefka
Ludwik Markiefka (ur. 2 lipca 1802 w Tarnowskich Górach, zm. 29 marca 1859) – duchowny rzymskokatolicki, proboszcz parafii Najświętszego Serca Pana Jezusa w Mysłowicach.

## Życiorys

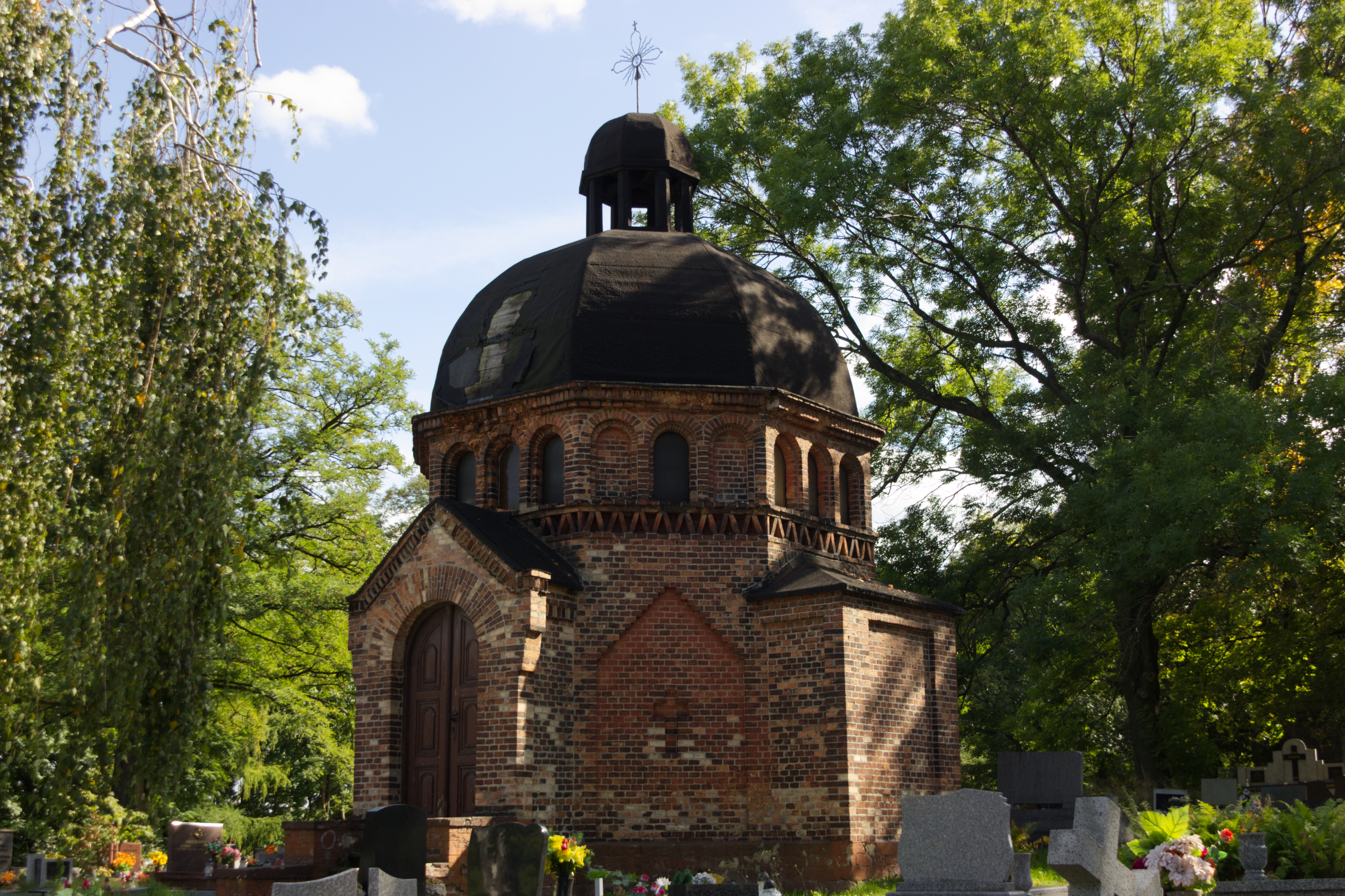
Kaplica grobowa ks. Ludwika Markiefki w Mysłowicach – miejsce jego pochówku (2019)

Urodził się 2 lipca 1802 roku w Tarnowskich Górach. Po ukończeniu tamtejszej szkoły elementarnej w 1816 roku, za radą ks. Antoniego Schneiderskiego zaczął naukę w katolickim Gimnazjum Królewskim w Gliwicach. W 1822 roku podjął studia teologiczne na Uniwersytecie Wrocławskim.
11 marca 1826 roku we Wrocławiu przyjął z rąk ks. bpa Emmanuela von Schimonsky święcenia kapłańskie. Początkowo pracował jako wikary w parafii śś. Apostołów Filipa i Jakuba w Żorach, a od 1 lipca 1828 roku był administratorem parafii Trójcy Przenajświętszej w Chełmie. Równocześnie otrzymał administrację parafii Wszystkich Świętych w Dziećkowicach. W Chełmie uważany był za część parafian za intruza, dlatego też starał się o inne stanowisko. Poprosił o prezentę kolatorów prebendy ks. Mateusza Nygę i ordynata mysłowickiego Aleksandra Mieroszewskiego.
Prebendarzem parafii Najświętszego Serca Pana Jezusa w Mysłowicach został 3 lutego 1829 roku. W 1836 roku został proboszczem parafii św. Szczepana w Bogucicach. W dniu śmierci ks. Mateusza Nygi w 1839 roku zjawił się w Mysłowicach. 19 września tego samego roku objął stanowisko proboszcza w Mysłowicach, natomiast parafię w Bogucicach (późniejsza część Katowic) objął jego młodszy brat ks. Leopold Markiefka. W 1843 roku został dziekanem dekanatu bytomskiego i inspektorem szkolnym południowej części powiatu bytomskiego. Z nieznanych przyczyn w późniejszym czasie zrzekł się z obydwu funkcji.
W 1844 roku w czasie akcji trzeźwościowej zainicjowanej przez ks. Jana Alojzego Ficka i o. Stefana Brzozowskiego powołał Bractwo Trzeźwości. Jednocześnie zaniedbał i doprowadził do upadku działające w parafii charytatywne i religijne Bractwo św. Anny. Na początku 1859 roku uczestniczył w spotkaniu w sprawie powstania późniejszej parafii Niepokalanego Poczęcia Najświętszej Maryi Panny w Katowicach i budowy kościoła.
Zmarł nagle 29 marca 1859 roku. Został pochowany w wybudowanej dla siebie kaplicy na mysłowickim cmentarzu przy obecnej ulicy Mikołowskiej, wybudowanej jeszcze za jego życia w 1858 roku.

## Życie prywatne
Według o. Stanisława Załęskiego pochodził ze spolonizowanej rodziny czeskiej. Miał młodszego brata Leopolda, duchownego, proboszcza parafii św. Szczepana w Bogucicach.